# Congrès mondial de la harpe
 (décembre 2023).

Logo officiel du Congrès mondial de la harpe.

Le Congrès mondial de la harpe (World Harp Congress) est une association à but non lucratif fondée en 1981 dans le prolongement des Semaines internationales de la harpe (International Harp Weeks) organisées aux Pays-Bas pendant vingt ans sous la direction de Phia Berghout et Maria Korchinska.
L'association Congrès mondial de la harpe organise un congrès tous les trois ans,, chaque édition ayant lieu dans un pays différent et réunissant expositions de facteurs d'instruments, conférences, ateliers et concerts. Par ailleurs, l'association promeut la composition et la diffusion de nouvelles œuvres pour harpe et publie une revue semestrielle intitulée World Harp Congress Review.

## Éditions
- Le onzième Congrès mondial de la harpe a eu lieu à Vancouver, au Canada, en juillet 2011[5].
- Le douzième Congrès mondial de la harpe a eu lieu à Sydney, en Australie, en juillet 2014[6].
- Le treizième Congrès mondial de la harpe s'est tenu à Hong Kong en juillet 2017[7].
- Le 14e Congrès mondial de la harpe a eu lieu à Cardiff, au Pays de Galles, en juillet 2022[8].